# Винтергальтер, Фома Иванович
Фома (Томас) Иванович Винтергальтер (годы жизни не известны, до 1845 — после 1883) — архитектор. Автор ряда зданий в Санкт-Петербурге.

## Биография
Баденский подданный. Учился в Академии Художеств. За время обучения получил малую (1861) и большую (1862) серебряные медали, малую золотую медаль (1864). В 1865 году за «проект городской больницы» удостоен звания классного художника 2-й степени.
Член-сотрудник дома милосердия в Петербурге. В 1883 году назначен младшим архитектором строительного отделения олонецкого губернского правления, однако из-за неявки на службу был уволен от должности.

## Проекты и постройки
- Здание Александровской школы Ремесленного общества. Лиговский проспект, 295, правая часть (1873—1874)[4];
- Доходный дом. 7-я Красноармейская улица, 13 (1874)[4];
- Доходный дом. Гражданская улица, 20 (1874—1875)[5];
- Доходный дом. Театральная площадь, 12 (1877)[5];
- Доходный дом (включён существовавший дом). Литейный проспект, 54 — улица Жуковского, 2 (1877)[5];
- Доходный дом. Проспект Римского-Корсакова, 59 (1878)[5];
- Доходный дом (перестройка и расширение). Московский проспект, 41 — 6-я Красноармейская улица, 1 (1880)[5].